# Frekhaug
Frekhaug is een plaats in de Noorse gemeente Meland, provincie Vestland. Frekhaug telt 1596 inwoners (2007) en heeft een oppervlakte van 1,03 km².